# Илменау
Илменау (на немски: Ilmenau) е най-големият град в окръг Илм-Крайс във федералната провинция Тюрингия, Германия.

## География
Намира се в самия център на планината Тюрингер Валд. Най-високият хълм в града Кикелхан (на немски Kickelhahn, петел, перко) достига 681 м, а наблизо се намират и най-високите върхове на планината Гросер Беерберг (Großer Beerberg, 983 м) и Шнеекопф (Schneekopf, снежна глава, 978 м). През града тече река Илм. Население 26 540 към 31 декември 2006 г.
Често се споменава като град на Гьоте и като университетски град. Великият германски поет прекарал в Илменау значителна част от своя живот, а на почти 30 хил. души постоянно население на града се падат повече от 7 хил. студенти в местния технически университет, за разцвета на който значители заслуги има българският учен Евгени Филипов.